# منى صابر (فلم)
منى صابر فيلم مغربي إنتاج سنة 2002 للمخرج عبد الحي العراقي، بطولة كل من كارميلا راموس، خالد بنشكرة، أسماء الخمليشي وغيرهم.

## القصة
الفيلم يعتبر أول الأفلام التي تكلمت عن سنوات الرصاص التي كانت بسبعينيات القرن الماضي في المغرب، الفيلم يحكي عن فتاة فرنسية تعيش مع والدتها في باريس التي تخبرها أن والدها الحقيقي مغربي وقد اختفى عند حملها، فتبدأ البنت «مُنى» رحلة البحث عنه.

## روابط خارجية
- مقالات تستعمل روابط فنية بلا صلة مع ويكي بيانات